# Stictopelta latilinea
Stictopelta latilinea är en insektsart som beskrevs av Walker. Stictopelta latilinea ingår i släktet Stictopelta och familjen hornstritar. Inga underarter finns listade i Catalogue of Life.